# Vella eggerti
Vella eggerti är en insektsart som beskrevs av Peter Esben-Petersen 1928. 
Vella eggerti ingår i släktet Vella och familjen myrlejonsländor. Inga underarter finns listade i Catalogue of Life.